# パング党
パング党（パングとう、現地語名:Pangu Pati、英語:Pangu Party）正式名称パプアニューギニア連合党(現地語名:Papua na Niugini Yunion Pati、英語:Papua and New Guinea Union Party)は、パプアニューギニアの政党。1968年、のちの首相、マイケル・ソマレによって設立。ソマレは1997年、国民同盟党に移る。